# خسوس کاسیلو
خسوس عبدالله کاسیلو مولینا (انگلیسی: Jesús Castillo؛ زادهٔ ۱۱ ژوئن ۲۰۰۱) بازیکن فوتبال اهل پرو است.
از باشگاه‌هایی که در آن بازی کرده‌است می‌توان به باشگاه فوتبال اسپورتینگ کریستال اشاره کرد.
وی همچنین در تیم ملی فوتبال پرو بازی کرده‌است.